# Parque Guillermina
El Parque Batalla de Tucumán, más conocido como Parque Guillermina, es un parque de San Miguel de Tucumán, Tucumán, Argentina. Este se asienta sobre la quinta de los filántropos Alfredo Guzmán y su esposa Guillermina Lestón de Guzmán, quien da nombre al parque.

## Historia
En 1908 en el sitio del actual espacio público se creó la Quinta Guillermina para poder tener plantas de cítricos traídas del extranjero. En 1927 se construyó una casa de fin de semana para el matrimonio, siendo obra del arquitecto José Graña. Esta construcción de estilo ecléctico combina elementos del Art decó, arquitectura neocolonial y modernista poseía solamente un dormitorio y dos plantas.
En 1969 las 35 hectáreas de la quinta fueron cedidas a la municipalidad de la capital, la cual en 1972 creó el actual parque. En 1990 la casa del parque fue transferida a la Fundación Amigos del Parque Guillermina para su mantenimiento hasta 2006, cuando fue cedida a la Facultad de Filosofía y Letras de la UNT. En 2012 fue declarada como Casa Museo Guillermina Lestón de Guzmán. Esta histórica vivienda fue restaurada en 2014 al recuperarse la fachada, jardines y el interior del inmueble y colocarse sanitarios y una reja para proteger el lugar.
En 2015 el parque fue remodelado y reinaugurado el 19 de marzo del mismo año por el intendente Domingo Amaya, el legislador Alfredo Toscano, el secretario de gobierno municipal Germán Alfaro, funcionarios y vecinos. Los trabajos comprendieron la construcción de caminerías, pista de salud, mobiliario urbano y un boulevard sobre la calle Rufino Cossío desde avenida Mate de Luna hasta el pasaje Galán. Además se instalaron nuevos juegos infantiles, paneles informativos, luminarias y canteros de árboles. En 2024 comenzaron a repararse los accesos vehiculares, puentes y un canal que atraviesa el parque.